# Рахимова, Физалия Анваровна
Физалия Анваровна Рахимова (баш. Рәхимова Физәлиә Әнүәр ҡыҙы; род. 25 января 1970, Туишево, Башкортостан) — актриса драмы Башкирского драматического театра им. Ильшата Юмагулова Стерлитамакского государственного театрально-концертного объединения, Заслуженная артистка Республики Башкортостан (2001), Народная артистка Республики Башкортостан (2014).

## Биография
Родилась 25 января 1970 в деревне Туишево в Абзелиловском районе Башкирской АССР.
Окончила Уфимский государственный институт искусств в 1991 по специальности «Актёр драматического театра и кино» (курс Р. В. Исрафилова).
В городе Уфе начала свою творческую деятельность артисткой в Башкирском академическом театре драмы имени Мажита Гафури. С 1993 работает в Башкирском драматическом театре им. Ильшата Юмагулова Стерлитамакского государственного театрально-концертного объединения.

## Семья
Муж — Народный артист Республики Башкортостан И. Р. Рахимов.

## Творческая деятельность
Репертуар Рахимовой как разнохарактерной актрисы, обладающей музыкальностью, пластичностью и сценическим обаянием, включает роли в спектаклях по произведениям отечественных и зарубежных авторов: Танкабике в трагедии «В ночь лунного затмения» (М.Карим), Сарии в «Мөхәббәт ҡоштары» («Пылкие любовники») И. Х. Юмагулова; Танзили в «Мөхәббәт ҡарағы» («Узурпатор любви») и Нурии в «Ҡатын-ҡыҙҙың ҡырҡ сыраһы» («Сорок свечей надежд моих») Ф. М. Булякова; Лачи в «Бер мөхәббәт — мең ғашиҡ» («Одна любовь — тысяча влюблённых») К. Чандры; Бендебике в «Бәндәбикә һәм Ерәнсә» («Бендебике и Еренсе-сэсэн») А. Г. Хусаинова; Туктабики в «Ҡыҙ урлау» («Похищение девушки») М. Карима, Шамсии в «Ҡоҙаса» («Кодаса») Б. Бикбая и З. Г. Исмагилова), и другие.
Актриса снималась в фильме «Три письма», тележурнале «Весело живём», а также в сериалах «Бәхет ҡошо» («Птица счастья»), «Күршеләр» («Соседи»).

## Награды и звания
- Почётное звание «Народная артистка Республики Башкортостан» (2014).
- Почётное звание «Заслуженная артистка Республики Башкортостан» (2001).
- Диплом лауреата Республиканского фестиваля «Театральная весна» в номинации «Лучшая женская роль» в притче А. Хусаинова «Бендебике и еренсе сэсэн» (2004)

## Примечание
1. ↑  Рахимова Физалия Анваровна // Башкирская энциклопедия / гл. ред. М. А. Ильгамов. — Уфа : ГАУН РБ «Башкирская энциклопедия», 2015—2024. — ISBN 978-5-88185-306-8.
2. ↑  Актёры театра и кино // Башкирская энциклопедия / гл. ред. М. А. Ильгамов. — Уфа : ГАУН РБ «Башкирская энциклопедия», 2015—2024. — ISBN 978-5-88185-306-8.